# Panty and Stocking with Garterbelt
Panty and Stocking with Garterbelt (パンティ＆ストッキングwithガーターベルト, Panti & Sutokkingu with Gātāberuto) est un anime humoristique produit par le studio Gainax et réalisé par Hiroyuki Imaishi, notamment connu pour son projet sur Gurren Lagann et son style d'animation américain très proche de celui des séries de Cartoon Network (Les Supers Nanas, Le Laboratoire de Dexter etc.). Il est diffusé sous forme d'une série télévisée de vingt-huit segments regroupés en treize épisodes à partir du 1er octobre 2010 sur Nippon Television, puis en streaming sur le site web Nico Nico Douga.
Une adaptation manga dessinée et écrite par TAGRO est publiée dans le magazine mensuel Young Ace entre le 4 août 2010 et le 4 juin 2011, puis compilée en un volume tankōbon chez Kadokawa Comic Ace.

## Synopsis
Deux anges déchues, Panty et sa sœur cadette Stocking, ont pour mission d'exterminer les « fantômes », ces âmes humaines qui n'ont pas réussi à trouver le repos et qui troublent la ville de Daten City. Sous la tutelle du pasteur Garterbelt, elles doivent récolter les « écus de Paradis » qui leur permettront de retourner au Ciel et de retrouver ainsi leur rang. Ces jeunes filles auront grandement besoin de leurs pouvoirs ; sous l'influence de ceux-ci, leurs sous-vêtements se révèlent être des armes pour le moins dangereuses. Cependant, leurs actions contribuent plus à détruire la ville qu'à la sauver…

## Personnages et lieux

### Personnages
Panty Anarchy
Voix japonaise : Arisa Ogasawara (en),
Panty est l'une des héroïnes principales. Elle est nymphomane, multipliant ses innombrables conquêtes d'épisode en épisode. La provocation fait partie intégrante de ses manières. Elle se bat à l'aide de pistolets, le plus souvent obtenus depuis sa petite culotte.
Stocking Anarchy
Voix japonaise : Mariya Ise,
Stocking fait la paire avec sa sœur. Paradoxalement à Panty, elle est accro au sucre et préfère délaisser les hommes (souvent au profit de jouets sexuels). Sa chambre reflète son penchant gothic lolita et elle est souvent accompagnée d'une peluche en forme de chat. Ses bas peuvent devenir des armes mortelles, se transformant en katanas.
Garterbelt
Voix japonaise : Kōji Ishii,
Garterbelt est un pasteur afro pédophile et amateur de BDSM qui supervise les missions de Panty et Stocking. Il veille aussi sur elles et gère les finances, souvent désastreuses à cause de la nature dépensière des deux anges qui sont plutôt paresseuses. Son passé est dévoilé dans le segment Il était une fois Garterbelt.
Chuck
Voix japonaise : Takashi Nakamura,
Chuck est l'animal de compagnie des deux sœurs. Il est de couleur verte et semble être doté d'une intelligence médiocre. S'il a un don, c'est bien celui de se mettre en situation délicate. Panty et Stocking n'hésitent pas à s'acharner sur lui, de manière presque machinale, s'il a le malheur de traîner dans les environs.
Geek Boy
Voix japonaise : Hiroyuki Yoshino,
Brief, de son vrai nom, est un geek timide ayant un faible pour la sœur ainée des Anarchy. Il s'est auto-proclamé "chasseur de fantômes". Par la suite, il apparaîtra dans plusieurs épisodes pour assister le duo dans leurs missions.

### Lieux
Daten City
Située à mi-chemin entre le Paradis et l'Enfer, on pourrait la comparer à une sorte de Purgatoire. Daten City est le lieu de résidence actuel de nos héroïnes. Elles ont fort à faire avec les "fantômes" et sont reconnues par les médias comme les justicières de cette ville considérée comme celle de la débauche. Le nom de cet endroit provient assurément d'un jeu de mots, comme la plupart des noms présents dans la série. Soit son origine proviendrait du mot anglais date (lit. "rendez-vous") soit son origine se trouverait dans le mot japonais datenshi (堕天使, lit. "ange déchu").[réf. nécessaire]
Little Tokyo
Ville fictive inspirée directement de Tokyo et qui dans l'anime adopte un style réaliste.
C'est la ville de résidence des parents de la famille de Panty (le père étant un mangaka en déclin). La dernière scène où l'on voit son père sous-entend que les héroïnes seraient mortes. La seule apparition de cette ville dans la série est dans le segment Vomiting Point.
Romero & Carpen Town
Ville décor du segment ... of the Dead, dévastée par une invasion de zombies fantômes. Son nom est inspiré des noms des réalisateurs de films d'horreur George A. Romero et John Carpenter

## Liste des épisodes
| No | Titre français                                         | Titre japonais | Titre japonais | Date de 1re diffusion |
| No | Titre français                                         | Kanji | Rōmaji | Date de 1re diffusion |
| -- | ------------------------------------------------------ | --- | --- | --------------------- |
| 1  | Excrétion sans code d'honneur / Death Race 2010        | EPISODE.1 仁義なき排泄 EPISODE.2 デスレース2010 | Jingi naki haisetsu Desu Rēsu 2010                                                                                 | 2 octobre 2010        |
| 2  | La Reine et les Abeilles / Sex in the Daten City       | EPISODE.3 ミツバチのざわめき EPISODE.4 セックス・アンド・ザ・ダテンシティ | Mitsubachi no zawameki Sekkusu ando za Daten Shiti                                                                 | 9 octobre 2010        |
| 3  | Cat Fight Club / Pulp Addiction                        | EPISODE.5 キャットファイト・クラブ EPISODE.6 パルプ・アディクション | Kyatto Faito Kurabu Parupu Adikushon                                                                               | 16 octobre 2010       |
| 4  | Diet Syndrom / High School Nudical                     | EPISODE.7 ダイエット・シンドローム EPISODE.8 ハイスクール・ヌーディカル | Daietto Shindorōmu Haisukūru Nūdikaru                                                                              | 23 octobre 2010       |
| 5  | Liaison nasale / Vomiting Point                        | EPISODE.9 ハナムプトラ EPISODE.10 ヴォミッティング・ポイント | Hanamuputora Vuomittingu Pointo                                                                                    | 30 octobre 2010       |
| 6  | Les Diaboliques                                        | EPISODE.11 悪魔のような女たち | Akuma no yō na onnatachi                                                                                           | 6 novembre 2010       |
| 7  | Transformeurs / L'Ultime Rapia                         | EPISODE.12 トランスホーム EPISODE.13 現金に裸体を張れ | Toransuhōmu Genkin ni ratai o hare                                                                                 | 13 novembre 2010      |
| 8  | ... of the Dead / Un Singe en colère                   | EPISODE.14 …オブ・ザ・デッド EPISODE.15 一匹の怒れるゴースト | … obu za Deddo Itsupiki no ikareru gōsuto                                                                          | 20 novembre 2010      |
| 9  | Les Bronzées / Le Fantôme de Daten City                | EPISODE.16 天使が水着にきがえたら EPISODE.17 ゴースト〜ダテンシティの幻〜 | Tenshi ga mizugi ni kigaetara Gōsuto 〜 Daten Shiti no maboroshi 〜                                                | 27 novembre 2010      |
| 10 | L'Aventure postérieure / Chuck vers le futur 1, 2 et 3 | EPISODE.18 インナーブリーフ EPISODE.19 チャック・トゥ・ザ・フューチャー EPISODE.20 チャック・トゥ・ザ・フューチャー PART2 EPISODE.21 チャック・トゥ・ザ・フューチャー PART3 EPISODE.22 HELP!二人はエンジェル | Innā burīfu Chakku tou za fuyūchā Chakku tou za fuyūchā PART 2 Chakku tou za fuyūchā PART 3 HELP! Futari wa enjeru | 4 décembre 2010       |
| 11 | Il était une fois Garterbelt / En attendant Garter     | EPISODE.23 ワンス・アポン・ア・タイム・イン・ガーターベルト EPISODE.24 ナッシング・トゥ・ルーム | Wansu apon a taimu in Gātāberuto Nasshingu tou rūmu                                                                | 11 décembre 2010      |
| 12 | D.C. Confidential / Panty et Brief                     | EPISODE.25 D.C.コンフィデンシャル EPISODE.26 パンティ+ブリーフ | D.C. Konfidensharu Panti + Burīfu                                                                                  | 18 décembre 2010      |
| 13 | Bitch Girls / Bitch Girls : 2 Bitch                    | EPISODE.27 ビッチガールズ EPISODE.28 ビッチガールズ 2ビッチ | Bitchi gāruzu Bitchi gāruzu 2 bitchi                                                                               | 25 décembre 2010      |

## Nouvelle série d'animation
Annoncée lors de l'Anime Expo en juillet 2023, après le transfert des droits de propriété intellectuelle à Trigger, une nouvelle série d'animation, intitulée New Panty and Stocking with Garterbelt et  réunissant une partie du staff original, est diffusée depuis le 10 juillet 2025, en une version « originale » et une version « censurée ».

### Liste des épisodes
| No | Titre français                                                        | Titre japonais                                                                                     | Titre japonais                                                         | Date de 1re diffusion |
| No | Titre français                                                        | Kanji                                                                                              | Rōmaji                                                                 | Date de 1re diffusion |
| -- | --------------------------------------------------------------------- | -------------------------------------------------------------------------------------------------- | ---------------------------------------------------------------------- | --------------------- |
| 1  | Panty et Stocking : le retour !                                       | EPISODE.1 パンティ アンド ストッキング ホームカミング                                              | Panti ando Sutokkingu hōmukamingu                                      | 10 juillet 2025       |
| 2  | Meilleures garces pour la vie / Bodycarte                             | EPISODE.2 ビッチガールズ フォー・ライフ EPISODE.3 ボディカード                                     | Bitchi gāruzu fō raifu Bodikādo                                        | 17 juillet 2025       |
| 3  | Projet Ghost : Le Pire dojo du monde / Bitch Perfect / F*ck & Furious | EPISODE.4 プロジェクトS 〜史上最悪の道場〜 EPISODE.5 ビッチ・パーフェクト EPISODE.6 F*CK & FURIOUS | Purojekuto S 〜 shijō saiaku no dōjō 〜 Bitchi pāfekuto F*ck & Furious | 24 juillet 2025       |